# Аскаров, Микаэль Камалович
Микаэль Камалович Аскаров (каз. Микаэль Камалұлы Асқаров; род. 27 декабря 2002, Шымкент) — казахстанский футболист, защитник клуба «Атырау».

## Карьера

### «Экибастуз»
В восьмилетнем возрасте футболист вместе с семьёй переехал в Турцию, позже присоединившись к академии клуба «Фенербахче». В ноябре 2021 года футболист перешёл в турецкий клуб «Адана Демирспор», где продолжил выступать на юношеском уровне. В январе 2023 года футболист находился на просмотре в казахстанском клубе «Актобе». В марте 2023 года футболист подписав двухлетний контракт с казахстанским «Кайратом» и на правах арендного соглашения присоединился к клубу «Экибастуз» до конца сезона. Дебютировал за клуб футболист 21 апреля 2023 года в матче против клуба «Астана-Жастар», выйдя на поле в стартовом составе. Первым результативным действием за клуб футболист отличился 31 октября 2023 года в матче заключительного тура против клуба «Кайрат-Жастар», отдав голевую передачу. На протяжении сезона футболист был одним из основных игроков клуба, который покинул по окончании срока действия арендного соглашения. В январе 2024 года футболист покинул «Кайрат», расторгнув контракт по соглашению сторон.

### «Сморгонь»
В феврале 2024 года футболист проходил просмотр в белорусской «Сморгони». Вскоре футболист официально подписал контракт с клубом до конца сезона. Дебютировал за клуб футболист 16 марта 2024 года в матче против минского «Динамо», выйдя на поле в стартовом составе. Первым результативным действием за клуб футболист отличился 28 ноября 2024 года в матче против борисовского БАТЭ, отдав голевую передачу. На протяжении сезона футболист выступал за белорусский клуб в роли одного из основных игроков клуба, чередуя матчи в стартовом составе и со скамейки запасных, отличившись своей единственной результативной передачей. По итогу сезона футболист вместе с клубом завершил чемпионат на итоговом двенадцатом месте. По окончании сезона футболист покинул белорусский клуб.

### «Атырау»
В январе 2025 года футболист проходил просмотр в казахстанском клубе «Ордабасы». В феврале 2025 года футболист на правах свободного агента присоединился к «Атырау». Дебютировал за клуб футболист 1 марта 2025 года в матче против клуба «Елимай», выйдя на замену на 76 минуте.

## Международная карьера
В марте 2021 года футболист получил вызов в молодёжную сборную Казахстана до 21 года. Дебютировал за сборную футболист 24 марта 2021 года в матче против сборной Северной Македонии, выйдя на замену на 61 минуте.

## Клубная статистика
| Клуб             | Сезон            | Лига | Лига | Кубки | Кубки | Еврокубки | Еврокубки | Итого | Итого |
| Клуб             | Сезон            | Игры | Голы | Игры  | Голы  | Игры      | Голы      | Игры  | Голы  |
| Кайрат           |                  |      |      |       |       |           |           |       |       |
| ---------------- | ---------------- | ---- | ---- | ----- | ----- | --------- | --------- | ----- | ----- |
| → Экибастуз      | 2023             | 22   | 0    | —     | —     | —         | —         | 22    | 0     |
| → Экибастуз      | Итого            | 22   | 0    | —     | —     | —         | —         | 22    | 0     |
| Сморгонь         | 2024             | 21   | 0    | 1     | 0     | —         | —         | 22    | 0     |
| Сморгонь         | Итого            | 21   | 0    | 1     | 0     | —         | —         | 22    | 0     |
| Всего за карьеру | Всего за карьеру | 43   | 0    | 1     | 0     | —         | —         | 44    | 0     |